# Scooby-Doo! Unmasked
Scooby doo! Unmasked är ett datorspel baserat på Scooby-Doo. Det släpptes 2005 för Xbox, PlayStation 2, GameCube, Game Boy Advance och Nintendo DS.